# Alan Kasaev
Alan Kasaev (Ordžonikidze, 8. travnja 1986.) je ruski nogometaš.
Karijeru je započeo u drugoligašu Titan Reutov. Nakon toga igrao je za rezervni sastav Šinnika iz Jaroslavlja. 2004. godine prešao u rezervni sastav Zenita. 2007. bio je na posudbi u Alaniji iz Vladikavkaza. 
2008. godine je Kasaev prešao u FK Kuban Krasnodar. Osvojio je drugo mjesto u prvoj ligi, te 2009. postao je igrač ruske premjer-ligi. Na početku sezone je vrlo dobro igrao u utakmici protiv Spartaka iz Moskve (1:0). 
Nakon toga je još predstavljao FK Rubin Kazan i Dinamo Moskvu, kada je 2014. godine potpisao za Lokomotiv Moskvu. 
Kasaev je dobio svoj prvi poziv za rusku reprezentaciju za kvalifikacijske utakmice protiv Moldavije i Crne Gore u listopadu 2015. godine. U tim utakmicama nije debitirao za domovinu.

## Vanjske poveznice
- Profil na Transfermarktu
- Profil na Soccerwayu